# Interactive Magic
 (avril 2020).
Si vous disposez d'ouvrages ou d'articles de référence ou si vous connaissez des sites web de qualité traitant du thème abordé ici, merci de compléter l'article en donnant les références utiles à sa vérifiabilité et en les liant à la section « Notes et références ».
Interactive Magic (1994-199?), société également connue sous le nom de I-Magic et iMagic, fut fondée en 1994 en Caroline du Nord, États-Unis d’Amérique, par Bill "Wild Bill" Stealey après qu'il a quitté MicroProse.
L'entreprise visait deux types de jeux : les simulations militaires et les jeux de gestion et de stratégie.
Interactive Magic a été cotée pour la première fois au NASDAQ en 1998.
La société a développé un réseau de sites internet sous le nom de iMagic Entertainment Network (iEN) pour fournir des jeux en ligne à AT&T WorldNet, notamment.

## Titres
Les jeux édités par Interactive Magic étaient distribués en France par Ubisoft, parmi eux :
- Theocracy
- Spearhead
- Capitalism (1995)
- Exploration (1995)
- Star Rangers (1995)
- Apache Longbow (1995)
- American Civil War: From Sumter to Appomattox (1996)
- Harpoon Classic '97 (1996)
- Bruce Jenner's World Class Decathlon (1996)
- Destiny (1996)
- Capitalism Plus (1996)
- Hind (1996)
- The Great Battles of Alexander (1997)
- The Great Battles of Hannibal (1997)
- Air Warrior II (1997)
- Air Warrior III (1997)
- War Inc. (1997)
- Seven Kingdoms (1997)
- iF-16 (1997)
- iF-22 (1997)
- iF-22: Peacekeeping Mission - Persian Gulf (1997)
- iM1A2 Abrams (1997)
- Fallen Haven (1997)
- The Great Battles of Caesar (1998)
- Liberation Day (1998)
- Thunder Brigade (1998)
- Vangers (1998)
- WarBirds (1998)
- Seven Kingdoms: Ancient Adversaries (1998)
- Industry Giant (1998)
- Spearhead (1998)
- Semper Fi (1998)
- iPanzer '44 (1998)
- iF/A-18E Carrier Strike Fighter (1998)
- Malkari	(1999)
- North vs. South: The Great American Civil War (1999)
- Ultra Fighters	(1999)
- WarBirds II	(1999)
- WarBirds III	(2002)
- Flyboys Squadron (2006)